# اسفنجان (أسكو)
اسفنجان هي قرية في مقاطعة أسكو، إيران. عدد سكان هذه القرية هو 3,660 في سنة 2006.